# Palmarès du double mixte du tournoi de Wimbledon
Pour un article plus général, voir Tournoi de Wimbledon.
Ce tableau présente le palmarès du double mixte du tournoi de Wimbledon depuis la première apparition en 1913 d'un tableau de double mixte dans ce prestigieux tournoi de tennis.

## Palmarès
| No       | Date       | Nom et lieu du tournoi                               | Catégorie                                            | Dotation                                             | Surface                                              | Vainqueures                                          | Finalistes                                           | Score                                                |                                                      |
| -------- | ---------- | ---------------------------------------------------- | ---------------------------------------------------- | ---------------------------------------------------- | ---------------------------------------------------- | ---------------------------------------------------- | ---------------------------------------------------- | ---------------------------------------------------- | ---------------------------------------------------- |
| 1        | 23-06-1913 | The Championships Wimbledon                          | G. Chelem                                            | NC                                                   | Gazon (ext.)                                         | Agnes Tuckey Hope Crisp                              | Ethel Thomson Larcombe James Cecil Parke             | 3-6, 5-3, ab.                                        |                                                      |
| 2        | 22-06-1914 | The Championships Wimbledon                          | G. Chelem                                            | NC                                                   | Gazon (ext.)                                         | Ethel Thomson Larcombe James Cecil Parke             | Marguerite Broquedis Anthony Wilding                 | 4-6, 6-4, 6-2                                        |                                                      |
| 3        | 23-06-1919 | The Championships Wimbledon                          | G. Chelem                                            | NC                                                   | Gazon (ext.)                                         | Elizabeth Ryan Randolph Lycett                       | Dorothea Douglass Albertem Prebble                   | 6-0, 6-0                                             |                                                      |
| 4        | 21-06-1920 | The Championships Wimbledon                          | G. Chelem                                            | NC                                                   | Gazon (ext.)                                         | Suzanne Lenglen Gerald Patterson                     | Elizabeth Ryan Randolph Lycett                       | 7-5, 6-3                                             |                                                      |
| 5        | 20-06-1921 | The Championships Wimbledon                          | G. Chelem                                            | NC                                                   | Gazon (ext.)                                         | Elizabeth Ryan Randolph Lycett                       | Phyllis Howkins Max Woosnam                          | 6-3, 6-1                                             |                                                      |
| 6        | 26-06-1922 | The Championships Wimbledon                          | G. Chelem                                            | NC                                                   | Gazon (ext.)                                         | Suzanne Lenglen Pat O'Hara Wood                      | Elizabeth Ryan Randolph Lycett                       | 6-4, 6-3                                             |                                                      |
| 7        | 25-06-1923 | The Championships Wimbledon                          | G. Chelem                                            | NC                                                   | Gazon (ext.)                                         | Elizabeth Ryan Randolph Lycett                       | Dorothy Shepherd Lewis Deane                         | 6-4, 7-5                                             | Tableau                                              |
| 8        | 23-06-1924 | The Championships Wimbledon                          | G. Chelem                                            | NC                                                   | Gazon (ext.)                                         | Kitty McKane John Gilbert                            | Dorothy Shepherd Leslie Godfree                      | 6-3, 3-6, 6-3                                        | Tableau                                              |
| 9        | 22-06-1925 | The Championships Wimbledon                          | G. Chelem                                            | NC                                                   | Gazon (ext.)                                         | Suzanne Lenglen Jean Borotra                         | Elizabeth Ryan Umberto de Morpurgo                   | 6-3, 6-3                                             | Tableau                                              |
| 10       | 21-06-1926 | The Championships Wimbledon                          | G. Chelem                                            | NC                                                   | Gazon (ext.)                                         | Kitty McKane Leslie Godfree                          | Mary Kendall Browne Howard Kinsey                    | 6-3, 6-4                                             | Tableau                                              |
| 11       | 20-06-1927 | The Championships Wimbledon                          | G. Chelem                                            | NC                                                   | Gazon (ext.)                                         | Elizabeth Ryan Francis Hunter                        | Kitty McKane Leslie Godfree                          | 8-6, 6-0                                             | Tableau                                              |
| 12       | 25-06-1928 | The Championships Wimbledon                          | G. Chelem                                            | NC                                                   | Gazon (ext.)                                         | Elizabeth Ryan Patrick Spence                        | Daphne Akhurst Jack Crawford                         | 7-5, 6-4                                             | Tableau                                              |
| 13       | 24-06-1929 | The Championships Wimbledon                          | G. Chelem                                            | NC                                                   | Gazon (ext.)                                         | Helen Wills Francis Hunter                           | Joan Fry Ian Collins                                 | 6-1, 6-4                                             | Tableau                                              |
| 14       | 23-06-1930 | The Championships Wimbledon                          | G. Chelem                                            | NC                                                   | Gazon (ext.)                                         | Elizabeth Ryan Jack Crawford                         | Hilde Sperling Daniel Prenn                          | 6-1, 6-3                                             | Tableau                                              |
| 15       | 22-06-1931 | The Championships Wimbledon                          | G. Chelem                                            | NC                                                   | Gazon (ext.)                                         | Anna McCune Harper George Lott                       | Joan Ridley Ian Collins                              | 6-3, 1-6, 6-1                                        | Tableau                                              |
| 16       | 20-06-1932 | The Championships Wimbledon                          | G. Chelem                                            | NC                                                   | Gazon (ext.)                                         | Elizabeth Ryan Enrique Maier                         | Josane Sigart Harry Hopman                           | 7-5, 6-2                                             | Tableau                                              |
| 17       | 26-06-1933 | The Championships Wimbledon                          | G. Chelem                                            | NC                                                   | Gazon (ext.)                                         | Hilde Sperling Gottfried von Cramm                   | Mary Heeley Norman Farquharson                       | 7-5, 8-6                                             | Tableau                                              |
| 18       | 25-06-1934 | The Championships Wimbledon                          | G. Chelem                                            | NC                                                   | Gazon (ext.)                                         | Dorothy Round Tatsuyoshi Miki                        | Dorothy Shepherd Henry Austin                        | 3-6, 6-4, 6-0                                        | Tableau                                              |
| 19       | 24-06-1935 | The Championships Wimbledon                          | G. Chelem                                            | NC                                                   | Gazon (ext.)                                         | Dorothy Round Fred Perry                             | Nell Hall Hopman Harry Hopman                        | 7-5, 4-6, 6-2                                        | Tableau                                              |
| 20       | 22-06-1936 | The Championships Wimbledon                          | G. Chelem                                            | NC                                                   | Gazon (ext.)                                         | Dorothy Round Fred Perry                             | Sarah Fabyan Donald Budge                            | 7-9, 7-5, 6-4                                        | Tableau                                              |
| 21       | 21-06-1937 | The Championships Wimbledon                          | G. Chelem                                            | NC                                                   | Gazon (ext.)                                         | Alice Marble Donald Budge                            | Simonne Mathieu Yvon Petra                           | 6-4, 6-1                                             | Tableau                                              |
| 22       | 27-06-1938 | The Championships Wimbledon                          | G. Chelem                                            | NC                                                   | Gazon (ext.)                                         | Alice Marble Donald Budge                            | Sarah Fabyan Henner Henkel                           | 6-1, 6-4                                             | Tableau                                              |
| 23       | 26-06-1939 | The Championships Wimbledon                          | G. Chelem                                            | NC                                                   | Gazon (ext.)                                         | Alice Marble Bobby Riggs                             | Nancy Brown Frank Wilde                              | 9-7, 6-1                                             | Tableau                                              |
| 24       | 24-06-1946 | The Championships Wimbledon                          | G. Chelem                                            | NC                                                   | Gazon (ext.)                                         | Louise Brough Tom Brown                              | Dorothy Bundy Geoff Brown                            | 6-4, 6-4                                             | Tableau                                              |
| 25       | 23-06-1947 | The Championships Wimbledon                          | G. Chelem                                            | NC                                                   | Gazon (ext.)                                         | Louise Brough John Bromwich                          | Nancye Wynne Bolton Colin Long                       | 1-6, 6-4, 6-2                                        | Tableau                                              |
| 26       | 21-06-1948 | The Championships Wimbledon                          | G. Chelem                                            | NC                                                   | Gazon (ext.)                                         | Louise Brough John Bromwich                          | Doris Hart Frank Sedgman                             | 6-2, 3-6, 6-3                                        | Tableau                                              |
| 27       | 27-06-1949 | The Championships Wimbledon                          | G. Chelem                                            | NC                                                   | Gazon (ext.)                                         | Sheila Piercey Eric Sturgess                         | Louise Brough John Bromwich                          | 9-7, 9-11, 7-5                                       | Tableau                                              |
| 28       | 26-06-1950 | The Championships Wimbledon                          | G. Chelem                                            | NC                                                   | Gazon (ext.)                                         | Louise Brough Eric Sturgess                          | Patricia Canning Todd Geoff Brown                    | 11-9, 1-6, 6-4                                       | Tableau                                              |
| 29       | 25-06-1951 | The Championships Wimbledon                          | G. Chelem                                            | NC                                                   | Gazon (ext.)                                         | Doris Hart Frank Sedgman                             | Nancye Wynne Bolton Mervyn Rose                      | 7-5, 6-2                                             | Tableau                                              |
| 30       | 23-06-1952 | The Championships Wimbledon                          | G. Chelem                                            | NC                                                   | Gazon (ext.)                                         | Doris Hart Frank Sedgman                             | Thelma Coyne Long Enrique Morea                      | 4-6, 6-3, 6-4                                        | Tableau                                              |
| 31       | 22-06-1953 | The Championships Wimbledon                          | G. Chelem                                            | NC                                                   | Gazon (ext.)                                         | Doris Hart Vic Seixas                                | Shirley Fry Enrique Morea                            | 9-7, 7-5                                             | Tableau                                              |
| 32       | 21-06-1954 | The Championships Wimbledon                          | G. Chelem                                            | NC                                                   | Gazon (ext.)                                         | Doris Hart Vic Seixas                                | M. Osborne duPont Ken Rosewall                       | 5-7, 6-4, 6-3                                        | Tableau                                              |
| 33       | 20-06-1955 | The Championships Wimbledon                          | G. Chelem                                            | NC                                                   | Gazon (ext.)                                         | Doris Hart Vic Seixas                                | Louise Brough Enrique Morea                          | 8-6, 2-6, 6-3                                        | Tableau                                              |
| 34       | 25-06-1956 | The Championships Wimbledon                          | G. Chelem                                            | NC                                                   | Gazon (ext.)                                         | Shirley Fry Vic Seixas                               | Althea Gibson Gardnar Mulloy                         | 2-6, 6-2, 7-5                                        | Tableau                                              |
| 35       | 24-06-1957 | The Championships Wimbledon                          | G. Chelem                                            | NC                                                   | Gazon (ext.)                                         | Darlene Hard Mervyn Rose                             | Althea Gibson Neale Fraser                           | 6-4, 7-5                                             | Tableau                                              |
| 36       | 23-06-1958 | The Championships Wimbledon                          | G. Chelem                                            | NC                                                   | Gazon (ext.)                                         | Lorraine Coghlan Robert Howe                         | Althea Gibson Kurt Nielsen                           | 6-3, 13-11                                           | Tableau                                              |
| 37       | 22-06-1959 | The Championships Wimbledon                          | G. Chelem                                            | NC                                                   | Gazon (ext.)                                         | Darlene Hard Rod Laver                               | Maria Bueno Neale Fraser                             | 6-4, 6-3                                             | Tableau                                              |
| 38       | 27-06-1960 | The Championships Wimbledon                          | G. Chelem                                            | NC                                                   | Gazon (ext.)                                         | Darlene Hard Rod Laver                               | Maria Bueno Robert Howe                              | 13-11, 3-6, 8-6                                      | Tableau                                              |
| 39       | 26-06-1961 | The Championships Wimbledon                          | G. Chelem                                            | NC                                                   | Gazon (ext.)                                         | Lesley Turner Fred Stolle                            | Edda Buding Robert Howe                              | 11-9, 6-2                                            | Tableau                                              |
| 40       | 25-06-1962 | The Championships Wimbledon                          | G. Chelem                                            | NC                                                   | Gazon (ext.)                                         | M. Osborne duPont Neale Fraser                       | Ann Haydon Dennis Ralston                            | 2-6, 6-3, 13-11                                      | Tableau                                              |
| 41       | 24-06-1963 | The Championships Wimbledon                          | G. Chelem                                            | NC                                                   | Gazon (ext.)                                         | Margaret Smith Ken Fletcher                          | Darlene Hard Bob Hewitt                              | 11-9, 6-4                                            | Tableau                                              |
| 42       | 22-06-1964 | The Championships Wimbledon                          | G. Chelem                                            | NC                                                   | Gazon (ext.)                                         | Lesley Turner Fred Stolle                            | Margaret Smith Ken Fletcher                          | 6-4, 6-4                                             | Tableau                                              |
| 43       | 21-06-1965 | The Championships Wimbledon                          | G. Chelem                                            | NC                                                   | Gazon (ext.)                                         | Margaret Smith Ken Fletcher                          | Judy Tegart Tony Roche                               | 12-10, 6-3                                           | Tableau                                              |
| 44       | 27-06-1966 | The Championships Wimbledon                          | G. Chelem                                            | NC                                                   | Gazon (ext.)                                         | Margaret Smith Ken Fletcher                          | Billie Jean King Dennis Ralston                      | 4-6, 6-3, 6-3                                        | Tableau                                              |
| 45       | 26-06-1967 | The Championships Wimbledon                          | G. Chelem                                            | NC                                                   | Gazon (ext.)                                         | Billie Jean King Owen Davidson                       | Maria Bueno Ken Fletcher                             | 7-5, 6-2                                             | Tableau                                              |
| Ère Open |            |                                                      |                                                      |                                                      |                                                      |                                                      |                                                      |                                                      |                                                      |
| 46       | 24-06-1968 | The Championships Wimbledon                          | G. Chelem                                            | NC                                                   | Gazon (ext.)                                         | Margaret Smith Court Ken Fletcher                    | Olga Morozova Alex Metreveli                         | 6-1, 14-12                                           | Tableau                                              |
| 47       | 23-06-1969 | The Championships Wimbledon                          | G. Chelem                                            | NC                                                   | Gazon (ext.)                                         | Ann Haydon-Jones Fred Stolle                         | Judy Tegart Tony Roche                               | 6-2, 6-3                                             | Tableau                                              |
| 48       | 22-06-1970 | The Championships Wimbledon                          | G. Chelem                                            | NC                                                   | Gazon (ext.)                                         | Rosie Casals Ilie Năstase                            | Olga Morozova Alex Metreveli                         | 6-3, 4-6, 9-7                                        | Tableau                                              |
| 49       | 21-06-1971 | The Championships Wimbledon                          | G. Chelem                                            | NC                                                   | Gazon (ext.)                                         | Billie Jean King Owen Davidson                       | Margaret Smith Court Marty Riessen                   | 3-6, 6-2, 15-13                                      | Tableau                                              |
| 50       | 26-06-1972 | The Championships Wimbledon                          | G. Chelem                                            | NC                                                   | Gazon (ext.)                                         | Rosie Casals Ilie Năstase                            | Evonne Goolagong Kim Warwick                         | 6-4, 6-4                                             | Tableau                                              |
| 51       | 25-06-1973 | The Championships Wimbledon                          | G. Chelem                                            | NC                                                   | Gazon (ext.)                                         | Billie Jean King Owen Davidson                       | Janet Newberry Raúl Ramírez                          | 6-3, 6-2                                             | Tableau                                              |
| 52       | 24-06-1974 | The Championships Wimbledon                          | G. Chelem                                            | NC                                                   | Gazon (ext.)                                         | Billie Jean King Owen Davidson                       | Lesley Charles Mark Farrell                          | 6-3, 9-7                                             | Tableau                                              |
| 53       | 23-06-1975 | The Championships Wimbledon                          | G. Chelem                                            | NC                                                   | Gazon (ext.)                                         | Margaret Smith Court Marty Riessen                   | Betty Stöve Allan Stone                              | 6-4, 7-5                                             | Tableau                                              |
| 54       | 21-06-1976 | The Championships Wimbledon                          | G. Chelem                                            | NC                                                   | Gazon (ext.)                                         | Françoise Dürr Tony Roche                            | Rosie Casals Dick Stockton                           | 6-3, 2-6, 7-5                                        | Tableau                                              |
| 55       | 20-06-1977 | The Championships Wimbledon                          | G. Chelem                                            | NC                                                   | Gazon (ext.)                                         | Greer Stevens Bob Hewitt                             | Betty Stöve Frew McMillan                            | 3-6, 7-5, 6-4                                        | Tableau                                              |
| 56       | 26-06-1978 | The Championships Wimbledon                          | G. Chelem                                            | NC                                                   | Gazon (ext.)                                         | Betty Stöve Frew McMillan                            | Billie Jean King Ray Ruffels                         | 6-2, 6-2                                             | Tableau                                              |
| 57       | 25-06-1979 | The Championships Wimbledon                          | G. Chelem                                            | NC                                                   | Gazon (ext.)                                         | Greer Stevens Bob Hewitt                             | Betty Stöve Frew McMillan                            | 7-5, 7-6                                             | Tableau                                              |
| 58       | 23-06-1980 | The Championships Wimbledon                          | G. Chelem                                            | NC                                                   | Gazon (ext.)                                         | Tracy Austin John Austin                             | Dianne Fromholtz Mark Edmondson                      | 4-6, 7-6, 6-3                                        | Tableau                                              |
| 59       | 22-06-1981 | The Championships Wimbledon                          | G. Chelem                                            | NC                                                   | Gazon (ext.)                                         | Betty Stöve Frew McMillan                            | Tracy Austin John Austin                             | 4-6, 7-6, 6-3                                        | Tableau                                              |
| 60       | 21-06-1982 | The Championships Wimbledon                          | G. Chelem                                            | NC                                                   | Gazon (ext.)                                         | Anne Smith Kevin Curren                              | Wendy Turnbull John Lloyd                            | 2-6, 6-3, 7-5                                        | Tableau                                              |
| 61       | 20-06-1983 | The Championships Wimbledon                          | G. Chelem                                            | NC                                                   | Gazon (ext.)                                         | Wendy Turnbull John Lloyd                            | Billie Jean King Steve Denton                        | 6-7, 7-6, 7-5                                        | Tableau                                              |
| 62       | 25-06-1984 | The Championships Wimbledon                          | G. Chelem                                            | NC                                                   | Gazon (ext.)                                         | Wendy Turnbull John Lloyd                            | Kathy Jordan Steve Denton                            | 6-3, 6-3                                             | Tableau                                              |
| 63       | 24-06-1985 | The Championships Wimbledon                          | G. Chelem                                            | NC                                                   | Gazon (ext.)                                         | Martina Navrátilová Paul McNamee                     | Elizabeth Smylie John Fitzgerald                     | 7-5, 4-6, 6-2                                        | Tableau                                              |
| 64       | 23-06-1986 | The Championships Wimbledon                          | G. Chelem                                            | NC                                                   | Gazon (ext.)                                         | Kathy Jordan Ken Flach                               | Martina Navrátilová Heinz Günthardt                  | 6-3, 7-67                                            | Tableau                                              |
| 65       | 22-06-1987 | The Championships Wimbledon                          | G. Chelem                                            | NC                                                   | Gazon (ext.)                                         | Jo Durie Jeremy Bates                                | Nicole Provis Darren Cahill                          | 7-610, 6-3                                           | Tableau                                              |
| 66       | 20-06-1988 | The Championships Wimbledon                          | G. Chelem                                            | NC                                                   | Gazon (ext.)                                         | Zina Garrison Sherwood Stewart                       | Gretchen Rush Kelly Jones                            | 6-1, 7-6                                             | Tableau                                              |
| 67       | 26-06-1989 | The Championships Wimbledon                          | G. Chelem                                            | NC                                                   | Gazon (ext.)                                         | Jana Novotná Jim Pugh                                | Jenny Byrne Mark Kratzmann                           | 6-4, 5-7, 6-4                                        | Tableau                                              |
| 68       | 25-06-1990 | The Championships Wimbledon                          | G. Chelem                                            | NC                                                   | Gazon (ext.)                                         | Zina Garrison Rick Leach                             | Elizabeth Smylie John Fitzgerald                     | 7-5, 6-2                                             | Tableau                                              |
| 69       | 24-06-1991 | The Championships Wimbledon                          | G. Chelem                                            | NC                                                   | Gazon (ext.)                                         | Elizabeth Smylie John Fitzgerald                     | Natasha Zvereva Jim Pugh                             | 7-64, 6-2                                            | Tableau                                              |
| 70       | 22-06-1992 | The Championships Wimbledon                          | G. Chelem                                            | NC                                                   | Gazon (ext.)                                         | Larisa Neiland Cyril Suk                             | Miriam Oremans Jacco Eltingh                         | 7-62, 6-2                                            | Tableau                                              |
| 71       | 21-06-1993 | The Championships Wimbledon                          | G. Chelem                                            | NC                                                   | Gazon (ext.)                                         | Martina Navrátilová Mark Woodforde                   | Manon Bollegraf Tom Nijssen                          | 6-3, 6-4                                             | Tableau                                              |
| 72       | 20-06-1994 | The Championships Wimbledon                          | G. Chelem                                            | NC                                                   | Gazon (ext.)                                         | Helena Suková Todd Woodbridge                        | Lori McNeil T.J. Middleton                           | 3-6, 7-5, 6-3                                        | Tableau                                              |
| 73       | 26-06-1995 | The Championships Wimbledon                          | G. Chelem                                            | NC                                                   | Gazon (ext.)                                         | Martina Navrátilová Jonathan Stark                   | Gigi Fernández Cyril Suk                             | 6-4, 6-4                                             | Tableau                                              |
| 74       | 24-06-1996 | The Championships Wimbledon                          | G. Chelem                                            | NC                                                   | Gazon (ext.)                                         | Helena Suková Cyril Suk                              | Larisa Neiland Mark Woodforde                        | 1-6, 6-3, 6-2                                        | Tableau                                              |
| 75       | 23-06-1997 | The Championships Wimbledon                          | G. Chelem                                            | NC                                                   | Gazon (ext.)                                         | Helena Suková Cyril Suk                              | Larisa Neiland Andreï Olhovskiy                      | 4-6, 6-3, 6-4                                        | Tableau                                              |
| 76       | 22-06-1998 | The Championships Wimbledon                          | G. Chelem                                            | NC                                                   | Gazon (ext.)                                         | Serena Williams Max Mirnyi                           | Mirjana Lučić Mahesh Bhupathi                        | 6-4, 6-4                                             | Tableau                                              |
| 77       | 21-06-1999 | The Championships Wimbledon                          | G. Chelem                                            | NC                                                   | Gazon (ext.)                                         | Lisa Raymond Leander Paes                            | Anna Kournikova Jonas Björkman                       | 6-4, 3-6, 6-3                                        | Tableau                                              |
| 78       | 26-06-2000 | The Championships Wimbledon                          | G. Chelem                                            | NC                                                   | Gazon (ext.)                                         | Kimberly Po Donald Johnson                           | Kim Clijsters Lleyton Hewitt                         | 6-4, 7-63                                            | Tableau                                              |
| 79       | 25-06-2001 | The Championships Wimbledon                          | G. Chelem                                            | NC                                                   | Gazon (ext.)                                         | Daniela Hantuchová Leoš Friedl                       | Liezel Huber Mike Bryan                              | 4-6, 6-3, 6-2                                        | Tableau                                              |
| 80       | 24-06-2002 | The Championships Wimbledon                          | G. Chelem                                            | NC                                                   | Gazon (ext.)                                         | Elena Likhovtseva Mahesh Bhupathi                    | Daniela Hantuchová Kevin Ullyett                     | 6-2, 1-6, 6-1                                        | Tableau                                              |
| 81       | 23-06-2003 | The Championships Wimbledon                          | G. Chelem                                            | NC                                                   | Gazon (ext.)                                         | Martina Navrátilová Leander Paes                     | Anastasia Rodionova Andy Ram                         | 6-3, 6-3                                             | Tableau                                              |
| 82       | 21-06-2004 | The Championships Wimbledon                          | G. Chelem                                            | NC                                                   | Gazon (ext.)                                         | Cara Black Wayne Black                               | Alicia Molik Todd Woodbridge                         | 3-6, 7-68, 6-4                                       | Tableau                                              |
| 83       | 20-06-2005 | The Championships Wimbledon                          | G. Chelem                                            | NC                                                   | Gazon (ext.)                                         | Mary Pierce Mahesh Bhupathi                          | Tatiana Perebiynis Paul Hanley                       | 6-4, 6-2                                             | Tableau                                              |
| 84       | 26-06-2006 | The Championships Wimbledon                          | G. Chelem                                            | NC                                                   | Gazon (ext.)                                         | Vera Zvonareva Andy Ram                              | Venus Williams Bob Bryan                             | 6-3, 6-2                                             | Tableau                                              |
| 85       | 25-06-2007 | The Championships Wimbledon                          | G. Chelem                                            | NC                                                   | Gazon (ext.)                                         | Jelena Janković Jamie Murray                         | Alicia Molik Jonas Björkman                          | 6-4, 3-6, 6-1                                        | Tableau                                              |
| 86       | 23-06-2008 | The Championships Wimbledon                          | G. Chelem                                            | 330 000 £ $                                          | Gazon (ext.)                                         | Samantha Stosur Bob Bryan                            | Katarina Srebotnik Mike Bryan                        | 7-5, 6-4                                             | Tableau                                              |
| 87       | 22-06-2009 | The Championships Wimbledon                          | G. Chelem                                            | 330 000 £ $                                          | Gazon (ext.)                                         | Anna-Lena Grönefeld Mark Knowles                     | Cara Black Leander Paes                              | 7-5, 6-3                                             | Tableau                                              |
| 88       | 21-06-2010 | The Championships Wimbledon                          | G. Chelem                                            | 330 000 £ $                                          | Gazon (ext.)                                         | Cara Black Leander Paes                              | Lisa Raymond Wesley Moodie                           | 6-4, 7-65                                            | Tableau                                              |
| 89       | 20-06-2011 | The Championships Wimbledon                          | G. Chelem                                            | 330 000 £ $                                          | Gazon (ext.)                                         | Iveta Benešová Jürgen Melzer                         | Elena Vesnina Mahesh Bhupathi                        | 6-3, 6-2                                             | Tableau                                              |
| 90       | 25-06-2012 | The Championships Wimbledon                          | G. Chelem                                            | 330 000 £ $                                          | Gazon (ext.)                                         | Lisa Raymond Mike Bryan                              | Elena Vesnina Leander Paes                           | 6-3, 5-7, 6-4                                        | Tableau                                              |
| 91       | 24-06-2013 | The Championships Wimbledon                          | G. Chelem                                            | 330 000 £ $                                          | Gazon (ext.)                                         | Kristina Mladenovic Daniel Nestor                    | Lisa Raymond Bruno Soares                            | 5-7, 6-2, 8-6                                        | Tableau                                              |
| 92       | 23-06-2014 | The Championships Wimbledon                          | G. Chelem                                            | 350 000 £ $                                          | Gazon (ext.)                                         | Samantha Stosur Nenad Zimonjić                       | Chan Hao-Ching Max Mirnyi                            | 6-4, 6-2                                             | Tableau                                              |
| 93       | 29-06-2015 | The Championships Wimbledon                          | G. Chelem                                            | 368 000 £ $                                          | Gazon (ext.)                                         | Martina Hingis Leander Paes                          | Tímea Babos Alexander Peya                           | 6-1, 6-1                                             | Tableau                                              |
| 94       | 01-07-2016 | The Championships Wimbledon                          | G. Chelem                                            | 368 000 £ $                                          | Gazon (ext.)                                         | Heather Watson Henri Kontinen                        | Anna-Lena Grönefeld Robert Farah                     | 7-65, 6-4                                            | Tableau                                              |
| 95       | 07-07-2017 | The Championships Wimbledon                          | G. Chelem                                            | 368 000 £ $                                          | Gazon (ext.)                                         | Martina Hingis Jamie Murray                          | Heather Watson Henri Kontinen                        | 6-4, 6-4                                             | Tableau                                              |
| 96       | 02-07-2018 | The Championships Wimbledon                          | G. Chelem                                            | 405 000 £ $                                          | Gazon (ext.)                                         | Nicole Melichar Alexander Peya                       | Victoria Azarenka Jamie Murray                       | 7-61, 6-3                                            | Tableau                                              |
| 97       | 05-07-2019 | The Championships Wimbledon                          | G. Chelem                                            | 430 000 £ $                                          | Gazon (ext.)                                         | Latisha Chan Ivan Dodig                              | Jeļena Ostapenko Robert Lindstedt                    | 6-2, 6-3                                             | Tableau                                              |
| –        | 2020       | Édition supprimée à cause de la pandémie de Covid-19 | Édition supprimée à cause de la pandémie de Covid-19 | Édition supprimée à cause de la pandémie de Covid-19 | Édition supprimée à cause de la pandémie de Covid-19 | Édition supprimée à cause de la pandémie de Covid-19 | Édition supprimée à cause de la pandémie de Covid-19 | Édition supprimée à cause de la pandémie de Covid-19 | Édition supprimée à cause de la pandémie de Covid-19 |
| 98       | 02-07-2021 | The Championships Wimbledon                          | G. Chelem                                            | 368 000 £ $                                          | Gazon (ext.)                                         | Desirae Krawczyk Neal Skupski                        | Harriet Dart Joe Salisbury                           | 6-2, 7-61                                            | Tableau                                              |
| 99       | 01-07-2022 | The Championships Wimbledon                          | G. Chelem                                            | 432 000 £ $                                          | Gazon (ext.)                                         | Desirae Krawczyk Neal Skupski                        | Samantha Stosur Matthew Ebden                        | 6-4, 6-3                                             | Tableau                                              |
| 100      | 07-07-2023 | The Championships Wimbledon                          | G. Chelem                                            | 448 000 £ $                                          | Gazon (ext.)                                         | Lyudmyla Kichenok Mate Pavić                         | Xu Yifan Joran Vliegen                               | 6-4, 69-7, 6-3                                       | Tableau                                              |
| 101      | 07-07-2024 | The Championships Wimbledon                          | G. Chelem                                            | 465 000 £ $                                          | Gazon (ext.)                                         | Hsieh Su-wei Jan Zieliński                           | Giuliana Olmos Santiago González                     | 6-4, 6-2                                             | Tableau                                              |
| 102      | 01-07-2025 | The Championships Wimbledon                          | G. Chelem                                            | NC                                                   | Gazon (ext.)                                         | Kateřina Siniaková Sem Verbeek                       | Luisa Stefani Joe Salisbury                          | 7-63, 7-63                                           | Tableau                                              |